# Die keusche Susanne
Die keusche Susanne (título original en alemán; en español, La casta Susana) es una opereta en tres actos con música de Jean Gilbert y libreto en alemán de Georg Okonkowski, basada en la obra Le fils à papa de Antony Mars y Maurice Desvallières. Se estrenó en el Wilhelm-Theater de Magdeburgo el 26 de febrero de 1910.
Fue el mayor éxito del compositor, lo que le permitió trasladarse a Berlín para convertirse en director del Thalia-Theater. El hijo de Jean Gilbert, Robert Gilbert preparó una versión revisada en 1953.
La obra fue estrenada en España en adaptación de José Paz Guerra el 22 de septiembre de 1911 en el Gran Teatro de Madrid.
Es una ópera poco representada en la actualidad; en las estadísticas de Operabase aparece con sólo una representación en el período 2005-2010.

## Películas
Una película muda se realizó en el año 1926 por Richard Eichberg, protagonizada por Lilian Harvey, Willy Fritsch, Ruth Weyher y Hans Wassmann. Novafilm Fernsehproduktion también hizo una versión para televisión en 1972 dirigida por Thomas Engel con Maria Schell como Susanne.
Una producción de cine franco-española de la versión española La casta Susana (en francés: La chaste Suzanne) se realizó en 1963 por Luis César Amadori con Marujita Díaz, Carlos Estrada, Noël Roquevert y Chonette Laurent.